# Course de la Saint-Sylvestre de Zurich
La course de la Saint-Sylvestre de Zurich (en allemand : Zürcher Silvesterlauf) est une course à pied en ville de Zurich, se déroulant tous les ans en fin d'année depuis 1977.

## Histoire
En 1977, le quotidien Blick souhaite organiser une course en ville de Zurich en fin d'année, de manière similaire à la Corrida de la Saint-Sylvestre de São Paulo qui connaît un succès toujours grandissant. Mais contrairement à cette dernière et pour des questions d'organisation, notamment en raison de l'ouverture des magasins le dimanche pendant la période des fêtes de fin d'année, elle ne se déroule pas le jour de la Saint-Sylvestre. La première édition a lieu le 30 décembre 1977 et voit 2 200 coureurs prendre le départ. Les Bernois Markus Ryffel et Elsbeth Liebi sont les premiers vainqueurs,,. Le succès se confirme lors de la seconde édition avec près de 4 000 participants.
L'édition 1984 bat un record de participation avec pour la première fois plus de 10 000 concurrents au départ, toutes catégories confondues, ce qui en fait la deuxième plus grande course de Suisse en termes de participation derrière la classique Morat-Fribourg.
En 1991, la société de gymnastique d'Unterstrass reprend l'organisation de la course sous la présidence de Bruno Lafranchi.
La barre des 20 000 participants est franchie en 2012. Avec régulièrement plus de 24 000 inscrits lors des dernières éditions, c'est le plus grand événément sportif du canton de Zurich et la troisième plus grande course de Suisse,.
Après 27 ans à la tête du comité d'organisation de la course, l'ancien coureur de fond Bruno Lafranchi quitte la présidence. Corsin Caluori et son agence fernblau GmbH reprennent l'organisation de la course.
Après avoir modifié l'organisation de la course pour pouvoir organiser l'édition 2020, cette dernière est finalement annulée en raison des nouvelles mesures sanitaires liées à la pandémie de Covid-19.

## Parcours
Le parcours a été modifié à de multiples reprises au cours de l'histoire de la course. Il effectue une boucle dans la vieille ville de Zurich à parcourir plusieurs fois en partant du quai de la Limmat et jusqu'à la gare centrale de Zurich.
Initialement, le tracé est d'une longueur égale pour les hommes et femmes. il est raccourci pour ces dernières en 1986. Il est rallongé à respectivement 9,1 km et 6,8 km en 1991 puis subit quelques modifications par la suite.
Pour la quarantième édition en 2016, le parcours élite est raccourci à 5,3 km pour les hommes et les femmes, offrant une course plus nerveuse et spectaculaire.

## Vainqueurs
| Année | Hommes                                              | Pays                                                | Temps                                               |                                                     | Femmes                                              | Pays                                                | Temps                                               |
| 1977  | Markus Ryffel                                       | Suisse                                              | 21 min 42 s                                         | Elsbeth Liebi                                       | Suisse                                              | ?                                                   |                                                     |
| 1978  | Fritz Rüegsegger                                    | Suisse                                              | 24 min 31 s                                         | Cornelia Bürki                                      | Suisse                                              | 31 min 30 s                                         |                                                     |
| 1979  | Peter Basler                                        | Suisse                                              | 25 min 38 s                                         | Vreni Forster                                       | Suisse                                              | 30 min 27 s                                         |                                                     |
| 1980  | Christoph Herle                                     | Allemagne de l'Ouest                                | 22 min 38 s                                         | Charlotte Teske                                     | Allemagne de l'Ouest                                | 25 min 32 s                                         |                                                     |
| 1981  | Dave Moorcroft                                      | Royaume-Uni                                         | 22 min 19 s                                         | Grete Waitz                                         | Norvège                                             | 24 min 53 s                                         |                                                     |
| 1982  | Pierre Délèze                                       | Suisse                                              | 22 min 19 s                                         | Dorthe Rasmussen                                    | Danemark                                            | 25 min 8 s                                          |                                                     |
| 1983  | Pierre Délèze                                       | Suisse                                              | 23 min 22 s 19                                      | Charlotte Teske                                     | Allemagne de l'Ouest                                | 26 min 32 s 75                                      |                                                     |
| 1984  | Dietmar Millonig                                    | Autriche                                            | 23 min 6 s 28                                       | Zola Budd                                           | Afrique du Sud                                      | 26 min 26 s 68                                      |                                                     |
| 1985  | Nat Muir                                            | Royaume-Uni                                         | 23 min 31 s 27                                      | Cornelia Bürki                                      | Suisse                                              | 27 min 18 s 96                                      |                                                     |
| 1986  | Pierre Délèze                                       | Suisse                                              | 22 min 46 s 70                                      | Liz Lynch                                           | Royaume-Uni                                         | 16 min 34 s 15                                      |                                                     |
| 1987  | Jack Buckner                                        | Royaume-Uni                                         | 22 min 41 s 95                                      | Elly van Hulst                                      | Pays-Bas                                            | 16 min 40 s 97                                      |                                                     |
| 1988  | Mark Rowland                                        | Royaume-Uni                                         | 22 min 58 s 5                                       | Wendy Sly                                           | Royaume-Uni                                         | 16 min 47 s 5                                       |                                                     |
| 1989  | Markus Ryffel                                       | Suisse                                              | 23 min 5 s 2                                        | Rosa Mota                                           | Portugal                                            | 16 min 48 s 0                                       |                                                     |
| 1990  | Carsten Eich                                        | Allemagne de l'Ouest                                | 23 min 35 s                                         | Jill Hunter                                         | Royaume-Uni                                         | 17 min 1 s                                          |                                                     |
| 1991  | Markus Hacksteiner                                  | Suisse                                              | 26 min 56 s 9                                       | Fabiola Rueda-Oppliger                              | Suisse                                              | 22 min 41 s 6                                       |                                                     |
| 1992  | Carsten Eich                                        | Allemagne                                           | 25 min 21 s                                         | Derartu Tulu                                        | Éthiopie                                            | 21 min 2 s                                          |                                                     |
| 1993  | Markus Graf                                         | Suisse                                              | 26 min 31 s                                         | Tegla Loroupe                                       | Kenya                                               | 21 min 42 s                                         |                                                     |
| 1994  | Carsten Eich                                        | Allemagne                                           | 25 min 50 s                                         | Tegla Loroupe                                       | Kenya                                               | 21 min 11 s                                         |                                                     |
| 1995  | André Bucher                                        | Suisse                                              | 26 min 43 s                                         | Tegla Loroupe                                       | Kenya                                               | 21 min 58 s                                         |                                                     |
| 1996  | Jacob Losian                                        | Kenya                                               | 28 min 30 s                                         | Anita Weyermann                                     | Suisse                                              | 22 min 26 s                                         |                                                     |
| 1997  | Jürg Stalder                                        | Suisse                                              | 29 min 1 s                                          | Colleen De Reuck                                    | Afrique du Sud                                      | 22 min 38 s                                         |                                                     |
| 1998  | Geoffrey Tanui                                      | Kenya                                               | 28 min 35 s 9                                       | Anita Weyermann                                     | Suisse                                              | 21 min 47 s 7                                       |                                                     |
| 1999  | Geoffrey Tanui                                      | Kenya                                               | 28 min 32 s                                         | Tegla Loroupe                                       | Kenya                                               | 22 min 46 s                                         |                                                     |
| 2000  | Geoffrey Tanui                                      | Kenya                                               | 29 min 2 s 9                                        | Restituta Joseph                                    | Kenya                                               | 22 min 25 s 0                                       |                                                     |
| 2001  | Mike Tanui                                          | Kenya                                               | 29 min 44 s 7                                       | Berhane Adere                                       | Éthiopie                                            | 22 min 17 s 6                                       |                                                     |
| 2002  | Yevgeniy Bozhko                                     | Ukraine                                             | 28 min 20 s 4                                       | Derartu Tulu                                        | Éthiopie                                            | 21 min 55 s 9                                       |                                                     |
| 2003  | Christian Belz                                      | Suisse                                              | 28 min 14 s 2                                       | Catherine Chikwakwa                                 | Malawi                                              | 22 min 56 s 7                                       |                                                     |
| 2004  | Moses Kigen                                         | Kenya                                               | 28 min 59 s 7                                       | Leah Malot                                          | Kenya                                               | 23 min 12 s 6                                       |                                                     |
| 2005  | Johnstone Chepkwony                                 | Kenya                                               | 28 min 52 s 7                                       | Catherine Chikwakwa                                 | Malawi                                              | 22 min 33 s 0                                       |                                                     |
| 2006  | Tolossa Chengere                                    | Éthiopie                                            | 25 min 4 s 1                                        | Aster Bacha                                         | Canada                                              | 20 min 23 s 1                                       |                                                     |
| 2007  | Tolossa Chengere                                    | Éthiopie                                            | 25 min 26 s 4                                       | Sabine Fischer                                      | Suisse                                              | 20 min 23 s 0                                       |                                                     |
| 2008  | Viktor Röthlin                                      | Suisse                                              | 25 min 20 s 0                                       | Sabine Fischer                                      | Suisse                                              | 20 min 50 s 4                                       |                                                     |
| 2009  | Tadesse Abraham                                     | Érythrée                                            | 25 min 45 s 3                                       | Caroline Chepkwony                                  | Kenya                                               | 20 min 42 s 3                                       |                                                     |
| 2010  | Paul Kipkorir                                       | Kenya                                               | 25 min 32 s 4                                       | Caroline Chepkwony                                  | Kenya                                               | 20 min 48 s 8                                       |                                                     |
| 2011  | Paul Kipkorir                                       | Kenya                                               | 25 min 23 s 0                                       | Caroline Chepkwony                                  | Kenya                                               | 20 min 22 s 2                                       |                                                     |
| 2012  | Patrick Ereng                                       | Kenya                                               | 24 min 58 s 8                                       | Cynthia Kosgei                                      | Kenya                                               | 20 min 38 s 3                                       |                                                     |
| 2013  | Patrick Ereng                                       | Kenya                                               | 26 min 12 s 2                                       | Cynthia Kosgei                                      | Kenya                                               | 21 min 33 s 0                                       |                                                     |
| 2014  | Abraham Kipyatich                                   | Kenya                                               | 25 min 39 s 5                                       | Cynthia Kosgei                                      | Kenya                                               | 21 min 26 s 1                                       |                                                     |
| 2015  | Tadesse Abraham                                     | Suisse                                              | 25 min 0 s 8                                        | Martina Strähl                                      | Suisse                                              | 21 min 53 s 7                                       |                                                     |
| 2016  | Tadesse Abraham                                     | Suisse                                              | 14 min 29 s 5                                       | Betty Chepkwony                                     | Kenya                                               | 16 min 39 s 0                                       |                                                     |
| 2017  | Patrick Ereng                                       | Kenya                                               | 16 min 15 s 9                                       | Cynthia Kosgei                                      | Kenya                                               | 15 min 59 s 9                                       |                                                     |
| 2018  | Matthias Kyburz                                     | Suisse                                              | 15 min 21 s 6                                       | Cynthia Kosgei                                      | Kenya                                               | 14 min 51 s 0                                       |                                                     |
| 2019  | Tadesse Abraham                                     | Suisse                                              | 14 min 59 s 2                                       | Delia Sclabas                                       | Suisse                                              | 12 min 13 s 7                                       |                                                     |
| 2020  | Course annulée en raison de la pandémie de Covid-19 | Course annulée en raison de la pandémie de Covid-19 | Course annulée en raison de la pandémie de Covid-19 | Course annulée en raison de la pandémie de Covid-19 | Course annulée en raison de la pandémie de Covid-19 | Course annulée en raison de la pandémie de Covid-19 | Course annulée en raison de la pandémie de Covid-19 |
| 2021  | Dominic Lokinyomo Lobalu                            | Soudan du Sud                                       | 14 min 48 s 5                                       | Helen Bekele                                        | Éthiopie                                            | 12 min 43 s 6                                       |                                                     |
| 2022  | Dominic Lokinyomo Lobalu                            | Soudan du Sud                                       | 14 min 55 s 4                                       | Baze Kasanesh Ayenew                                | Éthiopie                                            | 12 min 23 s 0                                       |                                                     |
| 2023  | Dominic Lokinyomo Lobalu                            | Soudan du Sud                                       | 14 min 32 s 8                                       | Helen Bekele                                        | Éthiopie                                            | 12 min 22 s 4                                       |                                                     |
| 2024  | Dominic Lokinyomo Lobalu                            | Suisse                                              | 14 min 28 s 7                                       | Winnie Tenai                                        | Kenya                                               | 12 min 20 s 8                                       |                                                     |